# Riccarda di Schwerin
Riccarda di Schwerin, in tedesco Richardis (Schwerin, 1347 – Stoccolma, 23 aprile o 11 luglio 1377) fu regina consorte di Svezia a fianco del marito Alberto di Meclemburgo.

## Biografia
Riccarda era figlia di Ottone I, conte di Schwerin (morto nel 1357) e Matilde di Meclemburgo-Werle (morta nel 1361). Era inoltre la nipote in linea paterna di Riccarda di Schwerin, duchessa di Schleswig, moglie dell'ex Valdemaro III di Danimarca. 
Promessa sposa di Alberto di Meclemburgo, futuro re svedese, si sposa nel 1359. Tuttavia, il contratto di matrimonio venne firmato già il 12 ottobre 1352 a Wismar. Morì a Stoccolma e fu sepolta nella chiesa del chiostro del Monastero dei Frati Neri.

## Discendenza
Nel 1359 Riccarda sposò Alberto di Meclemburgo in un matrimonio contratto a Wismar il 12 ottobre 1352. Il re e la regina ebbero due figli:
1. Eric (morto nel 1397), principe ereditario svedese[1] e sovrano di Gotland;
2. Riccarda Caterina (morta nel 1400), sposò a Praga nel 1388 Giovanni di Boemia (1370–1396), Margravio di Moravia e Duca di Görlitz (Lusazia), quinto figlio maschio dell'Imperatore Carlo IV.

## Ascendenza
|                             |                                         |                               | Genitori                             |  |  | Nonni                          |  |  | Bisnonni                    |  |
|                             |                                         |                               |                                      |  |  | Gunzelin VI, conte di Schwerin |  |  | Niklot I, conte di Schwerin |  |
|                             |                                         |                               |                                      |  |  | Gunzelin VI, conte di Schwerin |  |  | Niklot I, conte di Schwerin |  |
|                             |                                         | Elisabetta di Holstein        |                                      |  |  | Gunzelin VI, conte di Schwerin |  |  |                             |  |
| Ottone I, conte di Schwerin |                                         |                               |                                      |  |  | Gunzelin VI, conte di Schwerin |  |  |                             |  |
|                             |                                         | Riccarda di Tecklenburg       | Ottone I, duca di Pomerania-Stettino |  |  |                                |  |  |                             |  |
|                             |                                         | Riccarda di Tecklenburg       | Ottone I, duca di Pomerania-Stettino |  |  |                                |  |  |                             |  |
|                             |                                         | Riccarda di Tecklenburg       | Beatrice di Rietberg                 |  |  |                                |  |  |                             |  |
| Riccarda di Schwerin        |                                         | Riccarda di Tecklenburg       |                                      |  |  |                                |  |  |                             |  |
|                             | Giovanni III, signore di Werle-Goldberg | Nicola II, signore di Werle   |                                      |  |  |                                |  |  |                             |  |
|                             | Giovanni III, signore di Werle-Goldberg | Nicola II, signore di Werle   |                                      |  |  |                                |  |  |                             |  |
|                             | Giovanni III, signore di Werle-Goldberg | Richenza di Danimarca         |                                      |  |  |                                |  |  |                             |  |
| Matilde di Werle-Goldberg   | Giovanni III, signore di Werle-Goldberg |                               |                                      |  |  |                                |  |  |                             |  |
|                             |                                         | Matilde di Pomerania-Stettino | Ottone I, duca di Pomerania-Stettino |  |  |                                |  |  |                             |  |
|                             |                                         | Matilde di Pomerania-Stettino | Ottone I, duca di Pomerania-Stettino |  |  |                                |  |  |                             |  |
|                             |                                         | Matilde di Pomerania-Stettino | Elisabetta di Schwerin               |  |  |                                |  |  |                             |  |
|                             |                                         | Matilde di Pomerania-Stettino |                                      |  |  |                                |  |  |                             |  |